# Flamínio Vacca

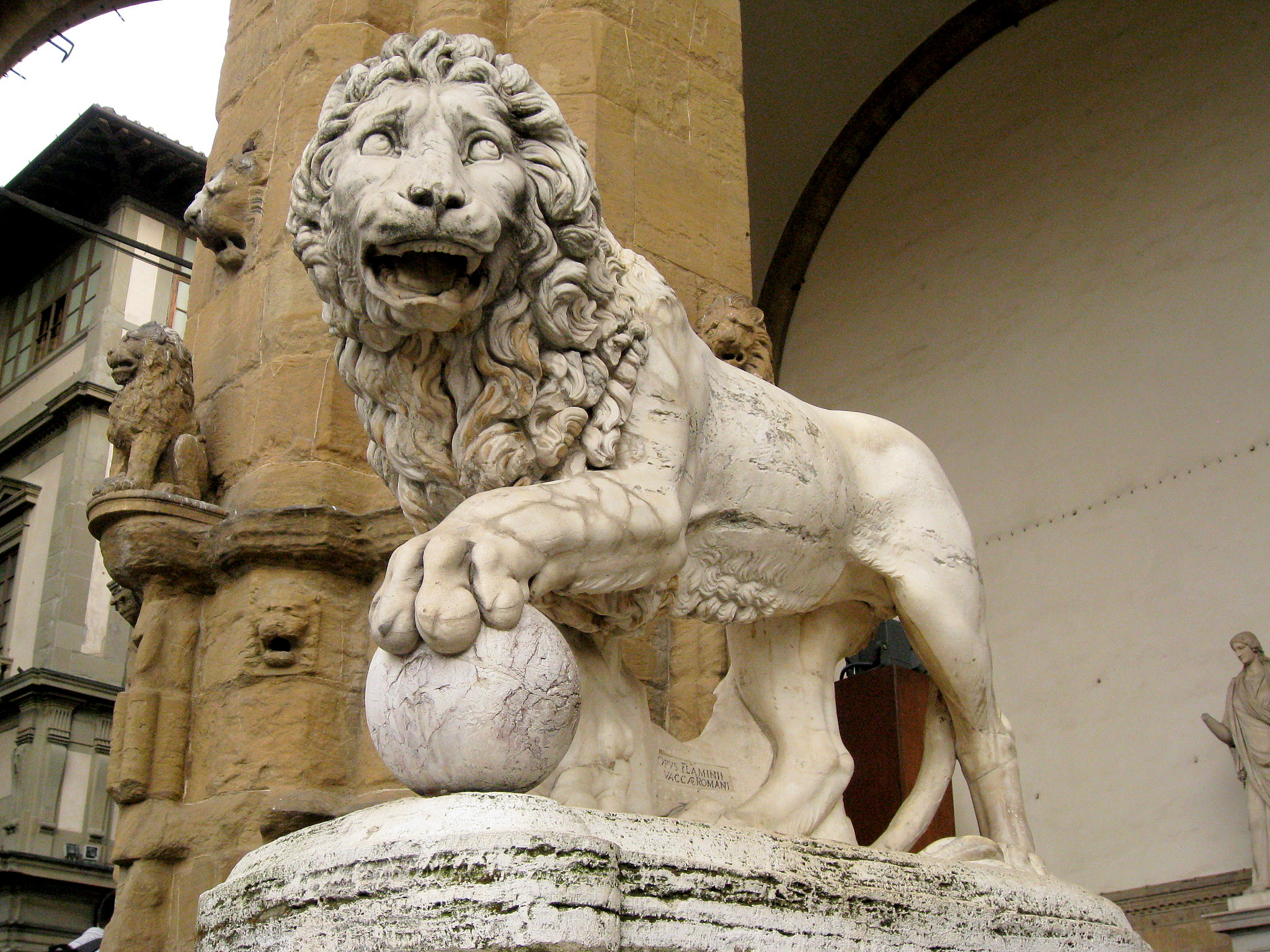
Leão de Vacca, um dos dois leões de Médici, atualmente em Florença.

Flamínio Vacca ou Flamínio Vacchi (em italiano:  Flaminio Vacca; Caravaggio ou Roma, 1538 – Roma, 1605 (67 anos)) foi um escultor italiano ativo principalmente em Roma. Sua "Memorie di varie antichità trovate in diversi luogia della Città di Roma" é a principal fonte de informação sobre sua vida e revelam em grandes detalhes as descobertas de esculturas romanas e antiguidades no final do século XVI e também sobre a destruição de muitos monumentos, especialmente para o grandioso programa urbanístico do papa Sisto V.

## História
Suas principais obras em Roma são: "São Francisco", na capela funerária do papa Pio V, projetada por Domenico Fontana, na basílica de Santa Maria Maggiore, um dos quatro anjos de mármore na terceira capela à direita da Igreja de Jesus e "São João Evangelista" e "São João Batista" no braço direito do transepto da Chiesa Nuova, ambos assinados. 
Para a notoriamente estranha fonte que marca o terminus do aqueduto romano Acqua Felice, Vacca contribuiu com um dos anjos (documentado em 1588-9) que sustentam o brasão do papa Sisto V que coroa o nível superior e um baixo-relevo, "Josué lidera seu povo na travessia do Jordão". Nos recibos de pagamento destas encomendas, está indicado um parceiro no trabalho, Pietro Paolo Olivieri.

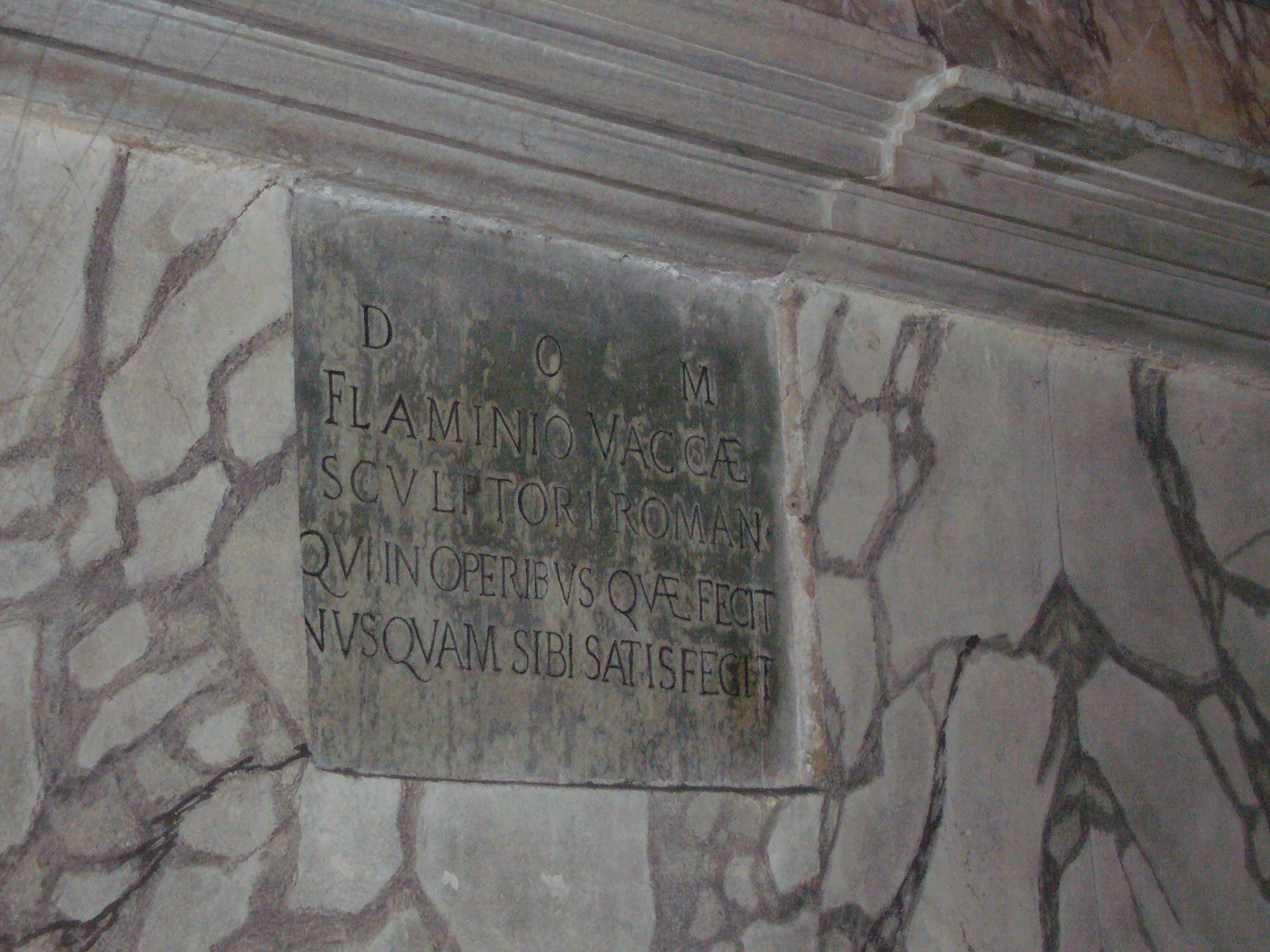
Epitáfio de Vacca no Panteão.

Seu auto-retrato (1599) está conservado na Protomoteca Capitolina, no Capitólio. Na Villa Medici, os dois "leões Médici", de mármore, ladeiam a escadaria; um é romano e o outro foi esculpido para completar o par em 1600, por Flamínio Vacca. A cópia de Vacca foi substituída por uma cópia quando a Villa Medici foi vendida ao grão-duque da Toscana e ambas foram movidas para a Piazza della Signoria, em Florença, onde ladeiam a escadaria da Loggia dei Lanzi. Em Santa Susanna, os profetas "Ezequiel e Daniel" foram atribuídos a ele.
Vacca foi um dos membros fundadores da Confraria dos Virtuosos (Confraternità dei Virtuosi), fundada no Panteão por Desiderio da Segni, um cônego de Santa Maria ad Martyres, a igreja que funcionava no edifício do Panteão e o preservava, para assegurar a devoção constante na Capela de São José na Terra Santa. Entre outros membros fundadores estavam Antonio da Sangallo, o Jovem, Jacopo Meneghino, Giovanni Mangone, Taddeo Zuccari e Domenico Beccafumi.
A reputação de Vacca na época de sua morte fez dele um candidato a ser sepultado no Panteão, o que de fato aconteceu. Lá, seu modesto epitáfio diz "Flaminio Vacca", esculctor romano, que, em suas obras, jamais se satisfez".
Existem algumas esculturas suas foram de Roma, como o sacrário (1587) da Capela do Santíssimo da Igreja de San Lorenzo em Spello.